# دون غوردون (ممثل)
دون غوردون (بالإنجليزية: Don Gordon)‏ مواليد 13 نوفمبر 1926 في لوس أنجلوس - الوفاة 24 أبريل 2017 في لوس أنجلوس، هو ممثل أمريكي بدأ مسيرته الفنية سنة 1949. امتدت مسيرته الفنية لأكثر من 44 عاما.

## الأعمال
- بابيلون
- الجحيم المرتفع
- السلاح القاتل

## روابط خارجية
- دون غوردون على موقع IMDb (الإنجليزية)
- دون غوردون على موقع روتن توميتوز (الإنجليزية)
- دون غوردون على موقع ألو سيني (الفرنسية)
- دون غوردون على موقع أول موفي (الإنجليزية)
- دون غوردون على موقع قاعدة بيانات برودواي على الإنترنت (الإنجليزية)
- دون غوردون على موقع قاعدة بيانات الأفلام السويدية (السويدية)
- دون غوردون على موقع قاعدة بيانات الفيلم (الإنجليزية)